# Tapani Haapakoski
Jouni Tapani "Tapsa" Haapakoski (Ylivieska, 14 de junho de 1953) é um atleta de salto à vara finlandês.
Ele se tornou campeão finlandês em 1976.
Seu melhor salto pessoal foi 5,55 metros, alcançado em julho de 1980 em Raahe.

## Conquistas
| Ano  | Competição                                     | Local                  | Posição | Notas |
| ---- | ---------------------------------------------- | ---------------------- | ------- | ----- |
| 1976 | Atletismo nos Jogos Olímpicos de Verão de 1976 | Montreal, Canadá       | 15º     |       |
| 1977 | Campeonato Europeu de Atletismo Indoor de 1977 | San Sebastian, Espanha | 8º      | [ 3 ] |
| 1980 | Olympic Games                                  | Moscow, Soviet Union   | 9º      |       |
| 1981 | Campeonato Europeu de Atletismo Indoor de 1981 | Grenoble, France       | 15º     | [ 4 ] |